# Eunápolis
Eunápolis, amtlich portugiesisch Município de Eunápolis, ist eine brasilianische Stadt im Bundesstaat Bahia. Im Jahr 2010 hatte sie etwa 100.000 Einwohner. Sie liegt 671 km von der Hauptstadt Salvador da Bahia entfernt.
Stadtpräfekt (Exekutive) ist seit der Kommunalwahl 2016 für die Amtszeit 2017 bis 2020 José Robério Batista de Oliveira (Robério Oliveira) des Partido Social Democrático (PSD).